# 1786 في الولايات المتحدة
فيما يلي قوائم الأحداث التي وقعت خلال عام 1786 في الولايات المتحدة.

## سياسة

### تعيين في المنصب
- 1 يناير – أوليفر وولكوت نائب حاكم دولة كونيتيكت.
- 11 مايو – صامويل هنتنجتون حاكم كونيتيكت  [لغات أخرى]‏.
- 1 ديسمبر – إدموند راندولف حاكم فرجينيا [الإنجليزية]‏.

### انتهاء فترة المنصب
- 1 يناير – صامويل هنتنجتون نائب حاكم دولة كونيتيكت.

## مواليد

### يناير
- 1 يناير – جون ميرفي سياسي أمريكي.
- 1 يناير – جيم تشرشل سياسي أمريكي.
- 7 يناير – جون كاترون
- 8 يناير – نيكولاس بيدل سياسي أمريكي.
- 24 يناير – والتر فوروارد سياسي أمريكي.

### فبراير
- 11 فبراير – آدم هانتسمان سياسي أمريكي.

### مارس
- 12 ديسمبر – ويليام مارسي سياسي أمريكي.
- 15 مارس – هنري دانييل سياسي أمريكي.

### أبريل
- 7 أبريل – وليام آر كنج سياسي أمريكي.

### مايو
- 8 مايو – جيمس هاملتون سياسي أمريكي.
- 23 مايو – صمويل وارد كينغ سياسي أمريكي.
- 28 مايو – لويس ماكلين سياسي أمريكي.

### يونيو
- 13 يونيو – وينفيلد سكوت ضابط من الولايات المتحدة الأمريكية.

### أغسطس
- 17 أغسطس – ديفي كروكيت سياسي أمريكي.
- 29 أغسطس – جورج الويلزي أوينز سياسي أمريكي.

### سبتمبر
- 26 سبتمبر – جورج وليام دمدم سياسي أمريكي.
- 27 سبتمبر – جوزيف كوجسويل أمين مكتبة من الولايات المتحدة الأمريكية.

### نوفمبر
- 6 نوفمبر – إسحاق بلاكفورد
- 14 نوفمبر – توماس هارتلي كراوفورد سياسي أمريكي.

### ديسمبر
- 4 ديسمبر – صموئيل بانش سياسي أمريكي.
- 12 ديسمبر – ويليام مارسي سياسي أمريكي.
- 15 ديسمبر – إدوارد كولز سياسي من الولايات المتحدة الأمريكية.

## وفيات

### يونيو
- 19 يونيو – نثنائيل غرين (مواليد 1742) ضابط من الولايات المتحدة الأمريكية.

### أكتوبر
- 25 أكتوبر – تشارلز ماسون (مواليد 1728) عالم فلك من المملكة المتحدة.